# Centrotus
Centrotus is een monotypisch geslacht van cicaden uit de familie van de bochelcicaden (Membracidae).

## Soort
- Centrotus cornutus Linnaeus, 1758 (Doorncicade)